# Haematopota longeantennata
Haematopota longeantennata är en tvåvingeart som först beskrevs av Olsufjev 1937.  Haematopota longeantennata ingår i släktet Haematopota och familjen bromsar. Inga underarter finns listade i Catalogue of Life.